# Atholus crenatifrons
Atholus crenatifrons är en skalbaggsart som först beskrevs av Lewis 1899.  Atholus crenatifrons ingår i släktet Atholus och familjen stumpbaggar. Inga underarter finns listade i Catalogue of Life.